# Serie A1 2008-2009 (pallacanestro femminile)
Il campionato di Serie A1 di pallacanestro femminile 2008-2009 è stato il settantottesimo organizzato in Italia.
Il titolo è stato vinto dal Taranto Cras Basket che ha battuto nella finale scudetto l'Umana Venezia.

## Regolamento
Le squadre classificate dal primo all'ottavo posto hanno accesso ai play-off per l'assegnazione dello scudetto, quelle tra il decimo ed il tredicesimo ai play-out per evitare la retrocessione in A2, la quattordicesima ed ultima classificata viene retrocessa direttamente nella serie cadetta.

## Squadre partecipanti
Il posto lasciato libero da La Spezia, San Raffaele Basket e Montigarda Basket viene preso da Livorno, Geas Basket e Fratta Umbertide.
La Geas Basket e il Fratta Umbertide hanno acquisito il diritto a disputare la massima serie vincendo i play-off di serie A2 mentre Livorno ha scambiato i diritti con quelli di La Spezia che invece disputerà la serie cadetta.
Viterbo, retrocessa l'anno prima, ha acquisito i diritti per la serie A1 dal San Raffaele Basket.
| Squadra                        | Allenatore                                                             | Campo di gioco                            | Risultato stagione 2007-08             |
| ------------------------------ | ---------------------------------------------------------------------- | ----------------------------------------- | -------------------------------------- |
| Pool Comense                   | Walter Montini                                                         | PalaSampietro di Casnate con Bernate (CO) | 9º Posto in Serie A1                   |
| Club Atletico Faenza           | Paolo Rossi                                                            | PalaMokador di Faenza (RA)                | 7º Posto in Serie A1                   |
| ACP Livorno                    | Giovanni Papini (1ª–7ª) Guido Novello (8ª–25ª) Cinzia Piazza (26ª–...) | PalaMacchia di Livorno                    | 5º Posto in Serie A2 (Girone B)        |
| Napoli Basket Vomero           | Fabio Fossati (1ª–20ª) Mariano Gentile (21ª–...)                       | PalaBarbuto di Napoli                     | 4º Posto in Serie A1                   |
| Lavezzini Parma                | Maurizio Scanzani                                                      | PalaCiti di Parma                         | 5º Posto in Serie A1                   |
| Phonica Pozzuoli               | Carlo Fulvio Palumbo                                                   | PalaErrico di Pozzuoli (NA)               | 11º Posto in Serie A1                  |
| Acer Erg Priolo                | Santino Coppa                                                          | PalaPriolo di Priolo Gargallo (SR)        | 6º Posto in Serie A1                   |
| Banco di Sicilia Ribera        | Paolo Francesco Anselmo                                                | PalaTornambè di Ribera (AG)               | 13º Posto in Serie A1                  |
| Famila Wüber Schio             | Sandro Orlando                                                         | PalaCampagnola di Schio (VI)              | 2º Posto in Serie A1 Campione d'Italia |
| Bracco Geas Sesto San Giovanni | Roberto Galli                                                          | PalaCarzaniga di Sesto San Giovanni (MI)  | vincitrice play-off di Serie A2        |
| Cras Taranto                   | Roberto Ricchini                                                       | PalaMazzola di Taranto                    | 1º Posto in Serie A1                   |
| Liomatic Umbertide             | Lorenzo Serventi                                                       | PalaMorandi di Umbertide (PG)             | vincitrice play-off di Serie A2        |
| Umana Venezia                  | Massimo Riga                                                           | Palasport Taliercio di Mestre (VE)        | 3º Posto in Serie A1                   |
| Gescom MCI Viterbo             | Claudio Agresti                                                        | PalaMalè di Viterbo                       | 10º Posto in Serie A1                  |

## Stagione regolare

### Classifica
|  |     | Classifica finale 2008-2009 | Pt | G  | V  | P  | CF   | CS   | Dif  |
|  | --- | --------------------------- | -- | -- | -- | -- | ---- | ---- | ---- |
|  | 1.  | Taranto Cras Basket         | 42 | 26 | 21 | 5  | 1822 | 1505 | +317 |
|  | 2.  | Famila Wüber Schio          | 40 | 26 | 20 | 6  | 1895 | 1534 | +361 |
|  | 3.  | Umana Venezia               | 38 | 26 | 19 | 7  | 1674 | 1422 | +252 |
|  | 4.  | Club Atletico Faenza        | 36 | 26 | 18 | 8  | 1695 | 1491 | +204 |
|  | 5.  | Lavezzini Parma             | 32 | 26 | 16 | 10 | 1694 | 1612 | +82  |
|  | 6.  | Bracco Geas S.S.Giovanni    | 32 | 26 | 16 | 10 | 1808 | 1684 | +124 |
|  | 7.  | Acer Erg Priolo             | 32 | 26 | 16 | 10 | 1712 | 1595 | +117 |
|  | 8.  | Pool Comense                | 22 | 26 | 11 | 15 | 1638 | 1751 | -113 |
|  | 9.  | Napoli Basket Vomero        | 22 | 26 | 11 | 15 | 1548 | 1668 | -120 |
|  | 10. | Liomatic Umbertide          | 20 | 26 | 10 | 16 | 1611 | 1671 | -60  |
|  | 11. | Phonica Pozzuoli            | 20 | 26 | 10 | 16 | 1665 | 1842 | -177 |
|  | 12. | ACP Livorno                 | 14 | 26 | 7  | 19 | 1464 | 1542 | -78  |
|  | 13. | Banco di Sicilia Ribera     | 8  | 26 | 4  | 22 | 1493 | 1881 | -388 |
|  | 14. | Gescom MCI Viterbo          | 6  | 26 | 3  | 23 | 1217 | 1738 | -521 |

### Risultati
| Prima giornata |                     |          |
| 12-10-08       |                     | 25-01-09 |
| 71-48          | Umbertide-Napoli    | 54-51    |
| 0-20           | S.S. Giovanni-Parma | 69-62    |
| 63-48          | Como-Viterbo        | 78-28    |
| 46-78          | Pozzuoli-Schio      | 79-86    |
| 52-66          | Priolo-Venezia      | 64-66    |
| 55-58          | Taranto-Faenza      | 76-72    |
| 60-73          | Livorno-Ribera      | 75-45    |

| Quarta giornata |                      |          |
| 02-11-08        |                      | 11-02-09 |
| 82-76           | S.S. Giovanni-Napoli | 54-65    |
| 84-70           | Parma-Viterbo        | 64-48    |
| 62-84           | Pozzuoli-Faenza      | 74-78    |
| 68-50           | Schio-Como           | 77-64    |
| 60-67           | Ribera-Priolo        | 40-69    |
| 53-45           | Taranto-Livorno      | 65-55    |
| 61-55           | Venezia-Umbertide    | 84-58    |

| Settima giornata |                      |          |
| 23-11-08         |                      | 01-03-09 |
| 63-68            | Faenza-Parma         | 81-66    |
| 61-71            | Como-Taranto         | 46-84    |
| 64-59            | Priolo-Umbertide     | 71-67    |
| 59-57            | Napoli-Venezia       | 59-80    |
| 69-91            | Ribera-S.S. Giovanni | 52-77    |
| 83-84 d1ts       | Livorno-Pozzuoli     | 66-67    |
| 38-67            | Viterbo-Schio        | 41-80    |

| Decima giornata |                      |          |
| 14-12-08        |                      | 22-03-09 |
| 75-57           | Umbertide-Ribera     | 67-71    |
| 64-70           | S.S. Giovanni-Faenza | 64-57    |
| 77-70 d1ts      | Parma-Como           | 69-52    |
| 96-38           | Priolo-Viterbo       | 80-54    |
| 63-67           | Napoli-Pozzuoli      | 56-50    |
| 77-54           | Taranto-Schio        | 66-78    |
| 69-45           | Venezia-Livorno      | 58-42    |

| Tredicesima giornata |                        |            |
| 28-12-08             |                        | 05-04-09   |
| 63-51                | Como-Priolo            | 49-79      |
| 76-71                | Pozzuoli-S.S. Giovanni | 62-73      |
| 54-70                | Schio-Faenza           | 75-78 d1ts |
| 82-92 d1ts           | Ribera-Parma           | 72-84 d1ts |
| 61-65                | Taranto-Venezia        | 65-64      |
| 44-48                | Livorno-Napoli         | 66-71      |
| 61-57                | Viterbo-Umbertide      | 47-75      |

| Seconda giornata |                       |           |
| 19-10-08         |                       | 01-02-09  |
| 65-72            | Faenza-Como           | 95-74     |
| 76-67            | Parma-Taranto         | 58-62     |
| 74-43            | Schio-Umbertide       | 82-62     |
| 70-64            | Napoli-Priolo         | 48-63     |
| 87-81            | Ribera-Pozzuoli       | 0-20      |
| 64-57            | Venezia-S.S. Giovanni | 74-81d1ts |
| 48-60            | Viterbo-Livorno       | 58-67     |

| Quinta giornata |                         |          |
| 09-11-08        |                         | 15-02-09 |
| 51-69           | Umbertide-S.S. Giovanni | 85-74    |
| 76-45           | Faenza-Ribera           | 70-65    |
| 81-68           | Como-Pozzuoli           | 75-79    |
| 60-72           | Priolo-Taranto          | 46-79    |
| 70-61           | Napoli-Parma            | 58-78    |
| 63-55 d1ts      | Livorno-Schio           | 62-66    |
| 43-57           | Viterbo-Venezia         | 44-89    |

| Ottava giornata |                       |          |
| 30-11-08        |                       | 04-03-09 |
| 76-61           | Umbertide-Pozzuoli    | 70-69    |
| 79-43           | S.S. Giovanni-Viterbo | 78-53    |
| 67-58           | Parma-Priolo          | 71-79    |
| 41-70           | Como-Livorno          | 45-55    |
| 76-57           | Schio-Venezia         | 56-42    |
| 56-72           | Napoli-Faenza         | 54-62    |
| 75-52           | Taranto-Ribera        | 94-64    |

| Undicesima giornata |                    |          |
| 21-11-08            |                    | 25-03-09 |
| 70-63               | Faenza-Umbertide   | 62-63    |
| 74-63               | Como-S.S. Giovanni | 59-70    |
| 73-69 d1ts          | Pozzuoli-Parma     | 69-76    |
| 84-61               | Schio-Napoli       | 63-43    |
| 67-93               | Ribera-Venezia     | 62-82    |
| 49-55               | Livorno-Priolo     | 51-62    |
| 51-65               | Viterbo-Taranto    | 34-61    |

| Terza giornata |                       |            |
| 26-10-08       |                       | 08-02-09   |
| 67-68          | Umbertide-Parma       | 48-62      |
| 68-61          | Como-Napoli           | 66-71 d1ts |
| 74-70          | Pozzuoli-Venezia      | 55-85      |
| 64-59          | Priolo-Schio          | 62-88      |
| 60-73          | Taranto-S.S. Giovanni | 93-77      |
| 48-68          | Livorno-Faenza        | 0-20       |
| 56-44          | Viterbo-Ribera        | 20-0       |

| Sesta giornata |                      |          |
| 16-11-08       |                      | 22-02-09 |
| 62-69          | Umbertide-Como       | 53-54    |
| 81-64          | S.S. Giovanni-Priolo | 71-73    |
| 61-59          | Parma-Livorno        | 57-65    |
| 48-45          | Pozzuoli-Viterbo     | 60-55    |
| 80-40          | Schio-Ribera         | 78-61    |
| 70-38          | Taranto-Napoli       | 56-47    |
| 78-67          | Venezia-Faenza       | 58-57    |

| Nona giornata |                     |          |
| 07-12-08      |                     | 15-03-09 |
| 55-49         | Faenza-Priolo       | 50-60    |
| 66-79         | Pozzuoli-Taranto    | 53-76    |
| 73-80         | Schio-S.S. Giovanni | 77-55    |
| 68-70         | Ribera-Como         | 69-78    |
| 43-48         | Livorno-Umbertide   | 59-70    |
| 85-53         | Venezia-Parma       | 63-54    |
| 33-48         | Viterbo-Napoli      | 55-76    |

| Dodicesima giornata |                       |          |
| 23-12-08            |                       | 29-03-09 |
| 55-64               | Umbertide-Taranto     | 57-76    |
| 79-59               | Faenza-Viterbo        | 83-47    |
| 80-63               | S.S. Giovanni-Livorno | 75-69    |
| 75-86               | Parma-Schio           | 55-81    |
| 78-42               | Priolo-Pozzuoli       | 82-80    |
| 83-67               | Napoli-Ribera         | 68-81    |
| 81-68               | Venezia-Como          | 69-48    |

## Play-out
|  | Semifinali | Semifinali              | Semifinali |             |    | Finale                  | Finale | Finale |  |
|  |            |                         |            |             |    |                         |        |        |  |
|  | 10         | Liomatic Umbertide      | 2          |             |    |                         |        |        |  |
|  | 10         | Liomatic Umbertide      | 2          |             |    |                         |        |        |  |
|  | 13         | Banco di Sicilia Ribera | 0          |             |    |                         |        |        |  |
|  | 13         | Banco di Sicilia Ribera | 0          |             | 13 | Banco di Sicilia Ribera | 0      |        |  |
|  |            |                         |            |             | 13 | Banco di Sicilia Ribera | 0      |        |  |
|  |            |                         | 12         | ACP Livorno | 2  |                         |        |        |  |
|  | 11         | Phonica Pozzuoli        | 12         | ACP Livorno | 2  | 2                       |        |        |  |
|  | 11         | Phonica Pozzuoli        |            |             |    |                         |        |        |  |
|  | 12         | ACP Livorno             | 1          |             |    |                         |        |        |  |

### Semifinali

#### (10) Liomatic Umbertide vs. (13) Banco di Sicilia Ribera
| 13 aprile 2009, ore 18:00 | Liomatic Umbertide | 76 – 70 | Banco di Sicilia Ribera | PalaMorandi, Umbertide (PG) |

| 16 aprile 2009, ore 20:30 | Banco di Sicilia Ribera | 67 – 74 | Liomatic Umbertide | PalaTornambè, Ribera (AG) |

#### (11) Phonica Pozzuoli vs. (12) ACP Livorno
| 13 aprile 2009, ore 18:00 | Phonica Pozzuoli | 61 – 71 | ACP Livorno | Palazzetto dello Sport A. Errico, Pozzuoli (NA) |

| 16 aprile 2009, ore 20:30 | ACP Livorno | 60 – 66 | Phonica Pozzuoli | Palasport Bruno Macchia, Livorno (LI) |

| 19 aprile 2009, ore 18:00 | Phonica Pozzuoli | 60 – 51 | ACP Livorno | Palazzetto dello Sport A. Errico, Pozzuoli (NA) |

### Finale

#### (12) ACP Livorno vs. (13) Banco di Sicilia Ribera
| 22 aprile 2009, ore 20:30 | ACP Livorno | 60 – 47 | Banco di Sicilia Ribera | Palasport Bruno Macchia, Livorno (LI) |

| 25 aprile 2009, ore 18:00 | Banco di Sicilia Ribera | 70 – 74 | ACP Livorno | PalaTornambè, Ribera (AG) |

## Play-off
|  | Quarti di finale | Quarti di finale | Quarti di finale |               |               | Semifinali   | Semifinali | Semifinali |  |  | Finali | Finali  | Finali |
|  |                  |                  |                  |               |               |              |            |            |  |  |        |         |        |
|  | 1                | Taranto          | 2                |               |               |              |            |            |  |  |        |         |        |
|  | 8                | Pool Comense     | 0                |               |               |              |            |            |  |  |        |         |        |
|  | 8                | Pool Comense     | 0                |               | 1             | Taranto      | 2          |            |  |  |        |         |        |
|  |                  |                  |                  |               | 1             | Taranto      | 2          |            |  |  |        |         |        |
|  |                  | 4                | Faenza           | 1             |               |              |            |            |  |  |        |         |        |
|  | 4                | 4                | Faenza           | 1             | Faenza        | 2            |            |            |  |  |        |         |        |
|  | 4                |                  |                  |               | Faenza        | 2            |            |            |  |  |        |         |        |
|  | 5                | Lavezzini Parma  | 1                |               |               |              |            |            |  |  |        |         |        |
|  |                  |                  |                  |               |               |              |            |            |  |  | 1      | Taranto | 3      |
|  |                  |                  | 3                | Umana Venezia | 1             |              |            |            |  |  |        |         |        |
|  | 2                | Famila Schio     | 2                |               |               |              |            |            |  |  |        |         |        |
|  | 7                | Acer Priolo      | 0                |               |               |              |            |            |  |  |        |         |        |
|  | 7                | Acer Priolo      | 0                |               | 2             | Famila Schio | 1          |            |  |  |        |         |        |
|  |                  |                  |                  |               | 2             | Famila Schio | 1          |            |  |  |        |         |        |
|  |                  | 3                | Umana Venezia    | 2             |               |              |            |            |  |  |        |         |        |
|  | 3                | 3                | Umana Venezia    | 2             | Umana Venezia | 2            |            |            |  |  |        |         |        |
|  | 3                |                  |                  |               | Umana Venezia | 2            |            |            |  |  |        |         |        |
|  | 6                | S.S.Giovanni     | 0                |               |               |              |            |            |  |  |        |         |        |

### Quarti di finale

#### (1) Taranto Cras Basket vs. (8) Pool Comense
| 13 aprile 2009, ore 18:00 | Taranto Cras Basket | 81 – 46 | Pool Comense | PalaMazzola, Taranto (TA) |

| 16 aprile 2009, ore 20:30 | Pool Comense | 57 – 68 | Taranto Cras Basket | PalaSampietro, Casnate con Bernate (CO) |

#### (2) Famila Schio vs. (7) Acer Priolo
| 13 aprile 2009, ore 18:00 | Famila Schio | 70 – 41 | Acer Priolo | PalaCampagnola, Schio (VI) |

| 16 aprile 2009, ore 20:30 | Acer Priolo | 56 – 63 | Famila Schio | PalaAcer, Priolo Gargallo (SR) |

#### (3) Umana Venezia vs. (6) Bracco Geas S.S.Giovanni
| 11 aprile 2009, ore 20:30 | Umana Venezia | 62 – 46 | S.S.Giovanni | Palasport Taliercio, Mestre (VE) |

| 15 aprile 2009, ore 20:30 | S.S.Giovanni | 65 – 74 | Umana Venezia | Palazzetto S.Allende, Cinisello Balsamo (MI) |

#### (4) Faenza vs. (5) Lavezzini Parma
| 13 aprile 2009, ore 18:00 | Faenza | 67 – 58 | Lavezzini Parma | PalaMokador, Faenza (RA) |

| 16 aprile 2009, ore 20:30 | Lavezzini Parma | 74 – 71 | Faenza | PalaCiti, Parma (PR) |

| 19 aprile 2009, ore 20:00 | Faenza | 83 – 63 | Lavezzini Parma | PalaMokador, Faenza (RA) |

### Semifinali

#### (1) Taranto Cras Basket vs. (4) Faenza
| 22 aprile 2009, ore 20:30 | Taranto Cras Basket | 65 – 67 | Faenza | PalaMazzola, Taranto (TA) |

| 25 aprile 2009, ore 21:00 | Faenza | 59 – 64 | Taranto Cras Basket | PalaMokador, Faenza (RA) |

| 28 aprile 2009, ore 19:00 | Taranto Cras Basket | 79 – 59 | Faenza | PalaMazzola, Taranto (TA) |

#### (2) Famila Schio vs. (3) Umana Venezia
| 22 aprile 2009, ore 20:45 | Famila Schio | 44 – 48 | Umana Venezia | PalaCampagnola, Schio (VI) |

| 25 aprile 2009, ore 18:00 | Umana Venezia | 55 – 75 | Famila Schio | Palasport Taliercio, Mestre (VE) |

| 28 aprile 2009, ore 20:30 | Famila Schio | 63 – 68 | Umana Venezia | PalaCampagnola, Schio (VI) |

### Finale

#### (1) Taranto Cras Basket vs. (3) Umana Venezia
| 2 maggio 2009, ore 17:00 | Umana Venezia | 74 – 62 | Taranto Cras Basket | Palasport Taliercio, Mestre (VE) |

| 5 maggio 2009, ore 20:30 | Taranto Cras Basket | 56 – 52 | Umana Venezia | PalaMazzola, Taranto (TA) |

| 7 maggio 2009, ore 20:30 | Taranto Cras Basket | 57 – 50 | Umana Venezia | PalaMazzola, Taranto (TA) |

| 10 maggio 2009, ore 18:00 | Umana Venezia | 52 – 56 | Taranto Cras Basket | Palasport Taliercio, Mestre (VE) |

- MVP Finale Scudetto: Élodie Godin

## Squadra campione
| Campione d'Italia 2009            |
| --------------------------------- |
| Taranto Cras Basket ( 2º titolo ) |

## Verdetti
- Campione d'Italia:  Taranto Cras Basket
Formazione: Megan Mahoney, Valentina Siccardi, Marta Masoni, Monica Bello, Anna Zimerle, Audrey Sauret, Ilisaine Karen David, Rosi Sánchez, Anna Oliva, Nicla Martellotta, Flávia Prado, Élodie Godin, Suzy Batkovic, Rebekkah Brunson, Martina Dimonte, Maria Schiavone, Michelle Greco. Allenatore:Roberto Ricchini.
- Vincitrice Coppa Italia:  Club Atletico Faenza
Formazione: Adriana Moisés Pinto, Maja Erkič, Francesca Modica, Eglė Šulčiūtė, Lavinia Santucci, Elena Bandini, Milka Bjelica, Angela Zampella, Marte Alexander, Lucia Morsiani. Allenatore: Paolo Rossi.
- Vincitrice Supercoppa:  Umana Venezia
Formazione: Mery Andrade, Eva Giauro, Jenifer Nadalin, Giorgia Sottana, Aleksandra Vujović, Simona Ballardini, Mariangela Cirone, Daliborka Jokic, Vanessa Hayden, Licia Corradini. Allenatore:Massimo Riga.
- Retrocessa in serie A2: Gescom Viterbo
- Retrocessa in serie A2: Banco di Sicilia Ribera